# Tingjiang
Tingjiang (kinesiska: 亭江) är en köping i sydöstra Kina. Den ligger i stadsdistriktet Mawei i provinshuvudstaden Fuzhou i provinsen Fujian, omkring 20 kilometer öster om centrala Fuzhou. Antalet invånare är 39 624. Befolkningen består av 20 896 kvinnor och 18 728 män. Barn under 15 år utgör 8,0 %, vuxna 15-64 år 81 %, och äldre över 65 år 9,0 %.